# Тразасо (Болоња)
Тразасо (итал. Trasasso) је насеље у Италији у округу Болоња, региону Емилија-Ромања.
Према процени из 2011. у насељу је живело 69 становника. Насеље се налази на надморској висини од 667 м.